# Rhamphosporaceae
Rhamphosporaceae är en familj av svampar. Rhamphosporaceae ingår i ordningen Doassansiales, klassen Exobasidiomycetes, divisionen basidiesvampar och riket svampar.
| Rhamphosporaceae | \| \| Rhamphospora \| \| \| \| |
|                  | \| \| Rhamphospora \| \| \| \| |
|                  | Melaniellaceae                 |
|                  |                                |
|                  | Doassansiaceae                 |
|                  |                                |
|                  | Rhamphospora                   |
|                  |                                |

|  | Rhamphospora |
|  |              |